# Dick Morrissey

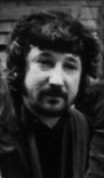
Dick Morrissey, 1970

Richard Edwin „Dick“ Morrissey (* 9. Mai 1940 in Horley (Surrey), England; † 8. November 2000 in Deal, Kent, England) war ein britischer Jazzmusiker (Saxophon, Klarinette, Flöte).

## Wirken
Morrissey war als Holzbläser Autodidakt. Er begann 16-jährig als Klarinettist in der Original Climax Jazz Band, bevor er zum Tenorsaxophon wechselte und professionell in Gruppen um Harry South und Peter King spielte. Ab 1961 leitete er ein Quartett. 1966 begleitete er Jimmy Witherspoon, Sonny Stitt, Jack McDuff und J. J. Johnson bei Konzerten in London. 1969 gründete er die Jazzrock-Gruppe If, die sowohl in Europa als auch in den USA erfolgreich war. Außerdem arbeitete er für Herbie Mann und mit der Average White Band. Mitte der 1970er Jahre zog er nach New York City, wo er gemeinsam mit dem Gitarristen Jim Mullen die bis 1985 bestehende Funk-Gruppe Morrissey-Mullen gründete. Weiterhin arbeitete er für Dusty Springfield, Alan Price und Paul McCartney. Auch wirkte er an Aufnahmen oder Tourneen von Rolf Ericson, Alexis Korner (The Party Album), Georgie Fame, Brian Auger, Pete York, Klaus Doldinger, Gary Numan, Phil Carmen, Shakatak, Peter Gabriel, Jon Anderson, Chris Beckers, Demis Roussos, Jon & Vangelis und Vangelis mit. So spielte er das Saxophonsolo in der Vangelis-Komposition „Love Theme“ für den Film Blade Runner. Nach seiner Rückkehr nach Europa spielte er regelmäßig mit Charly Antolini, mit Mike Carr, mit Bob Hall, Ian Stewart und mit Charlie Watts (in der Band Rocket 88), bevor ihn eine schwere Krebserkrankung zum Rückzug zwang.

## Lexikalische Einträge
- Martin Kunzler: Jazz-Lexikon. Band 2: M–Z (= rororo-Sachbuch. Bd. 16513). 2. Auflage. Rowohlt, Reinbek bei Hamburg 2004, ISBN 3-499-16513-9.